# 18th North Carolina Infantry
Dix-huitième régiment d'infanterie de Caroline du Nord
Le 18th North Carolina Infantry (dix-huitième régiment d'infanterie de Caroline du Nord) est un régiment d'infanterie levé en Caroline du Nord pour servir dans l'armée des États confédérés pendant la guerre de Sécession. Il se bat la plupart du temps au sein de l'armée de Virginie du Nord.

## Organisation
Le 18th Infantry Regiment, anciennement le 8th Volunteers, est organisé au camp Wyatt, à proximité de Carolina Beach, en Caroline du Nord, en juillet, 1861. Ses membres sont originaires de Wilmington et des comtés de Robeson, de New Hanover, de Bladen, de Columbus, et de Richmond. 
Parmi les compagnies on trouve : 
- Compagnie B « Bladen Light Infantry » - infanterie légère de Bladen[1](p15).
- Compagnie G « Bladen Sharpshooters » - tireurs d'élite de Bladen[1](p15)

## Service
Il part en Caroline du Sud, retourne en Caroline du Nord, puis au printemps de 1862 s'en va en Virginie. Le 18th North Carolina sert dans la brigade du général Branch et de Lane de l'armée de Virginie du Nord. Après avoir combattu à Hanover Court House, il participe à de nombreuses batailles de l'armée, des sept jours jusqu'à Cold Harbor. 
Le 18th North Carolina est également responsable du tir accidentel contre Stonewall Jackson lors de la bataille de Chancellorsville,. Le lendemain, le 3 mai 1863, leur drapeau de combat sera capturé. Un peu plus d'un an plus tard, le 12 mai 1864, un autre drapeau de combat est capturé par Alexander H. Mitchell du 105th Pennsylvania Infantry. Mitchell recevra plus tard la médaille d'honneur pour son action.
Il continue le combat dans les tranchées de  Petersburg au sud du fleuve James et termine la guerre à Appomattox. 

## Pertes
Cette unité est organisée avec 1 100 hommes, perd cinquante-sept pour cent  des 396 engagés pendant la bataille des sept jours, et rend compte de 14 victimes à Cedar Mountain et de 12 à la seconde bataille de Bull Run. Elle subit 13 morts et 77 blessés à Fredericksburg et 30 tués et 96 blessés à Chancellorsville. Sur les 346 hommes en action à Gettysburg, environ vingt-cinq pour cent sont mis hors de combat. Il se rend avec 11 officiers et 73 hommes à Appomattox Court House le 9 avril 1865, y compris le commandant Thomas J. Wooten et les capitaines Benjamin F. Rinaldi et John J. Poisson.

## Commandement
Les officiers supérieurs sont les colonels John D. Barry, Robert H. Cowan, Thomas J. Purdie, et James D. Radcliffe ; les lieutenants-colonels Forney George, John W. McGill, et Oliver P. Meares ; et les commandants George Tait et Thomas J. Wooten.